# Légende de la fondation du Fraumünster

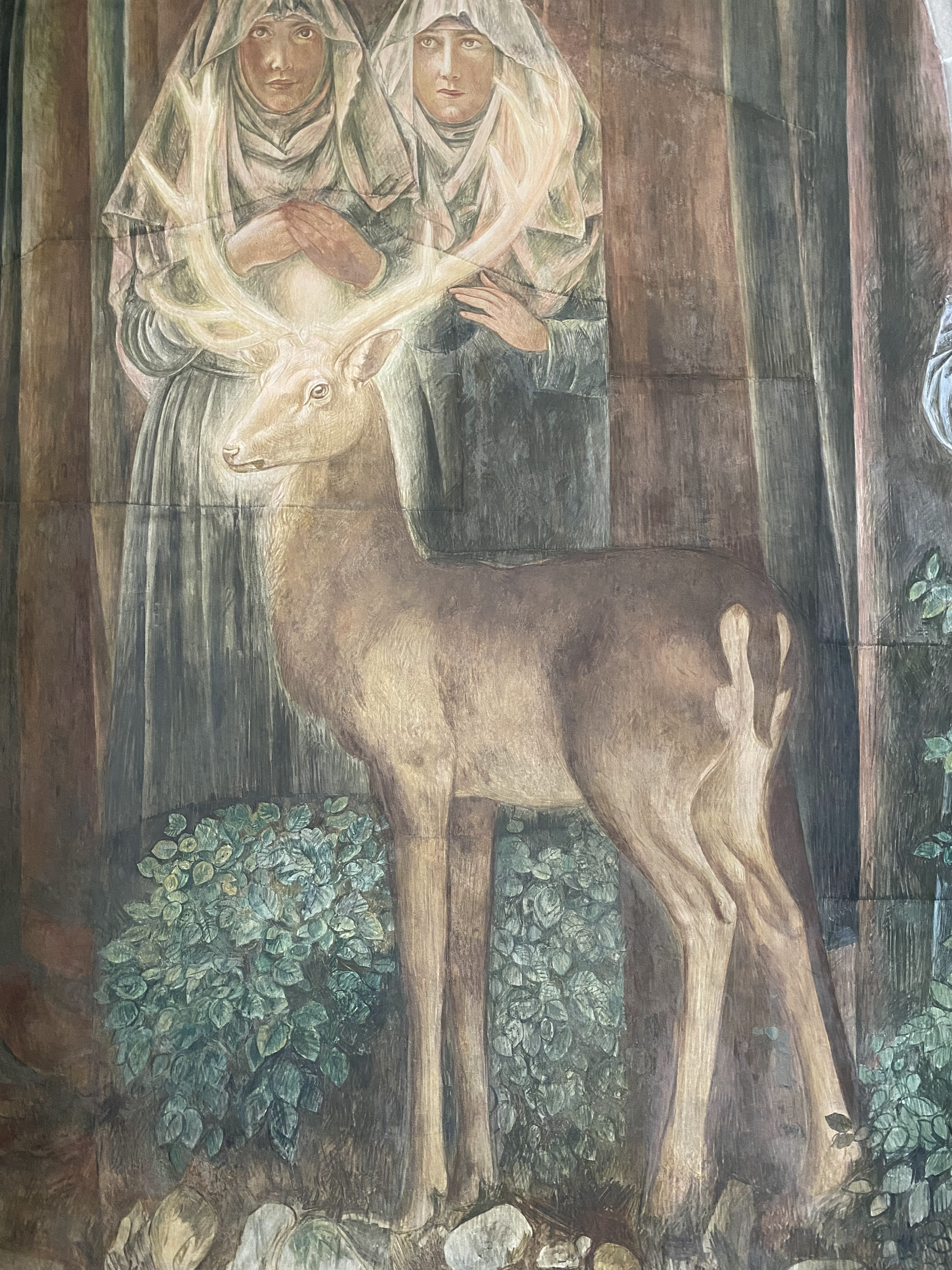
Fresque de Paul Bodmer dans le cloître du Fraumünster

La légende de fondation du monastère du Fraumünster relate la fondation du couvent de bénédictines zurichois du Fraumünster grâce à l'intervention miraculeuse d'un cerf au bois lumineux. On trouve également au cœur de cette histoire le roi franc Louis le Germanique, petit-fils de Charlemagne, ainsi que ses deux filles Hildegarde et Bertha, qui vécurent au milieu du IXe siècle au château de Baldern sur l'Albis.

## La légende

### Première mention
La légende n’est pas née d'un document écrit, mais plutôt sous la forme d'une peinture murale. C'est en effet à l'époque de l'abbesse Elisabeth von Wetzikon (1270-1298) qu'est peinte une fresque représentant les sœurs Hildegarde et Bertha et le cerf sur le côté droit au-dessus de la niche funéraire des abbesses sur le transept sud du Fraumünster. Elle a été blanchie à la chaux pendant la Réforme. Vers 1850, elle est redécouverte, par Franz Hegi qui en réalaise des copies au crayon et à l'aquarelle. Elle est ensuite repeinte, et finalement détruite en 1911-1912, malgré demande de Rudolf Rahn depréserver ce «monument de l'histoire zurichoise».
C'est dans les années 2000, à l'occasion de travaux de restauration qu'un panneau est placé à la place de la fresque originale. Les deux sœurs avec le cerf sont représentées ci-dessus, et ci-dessous le transfert d'une partie des reliques de Félix et Regula du Grossmünster au Fraumünster à l'occasion de la consécration de l'église en 874.

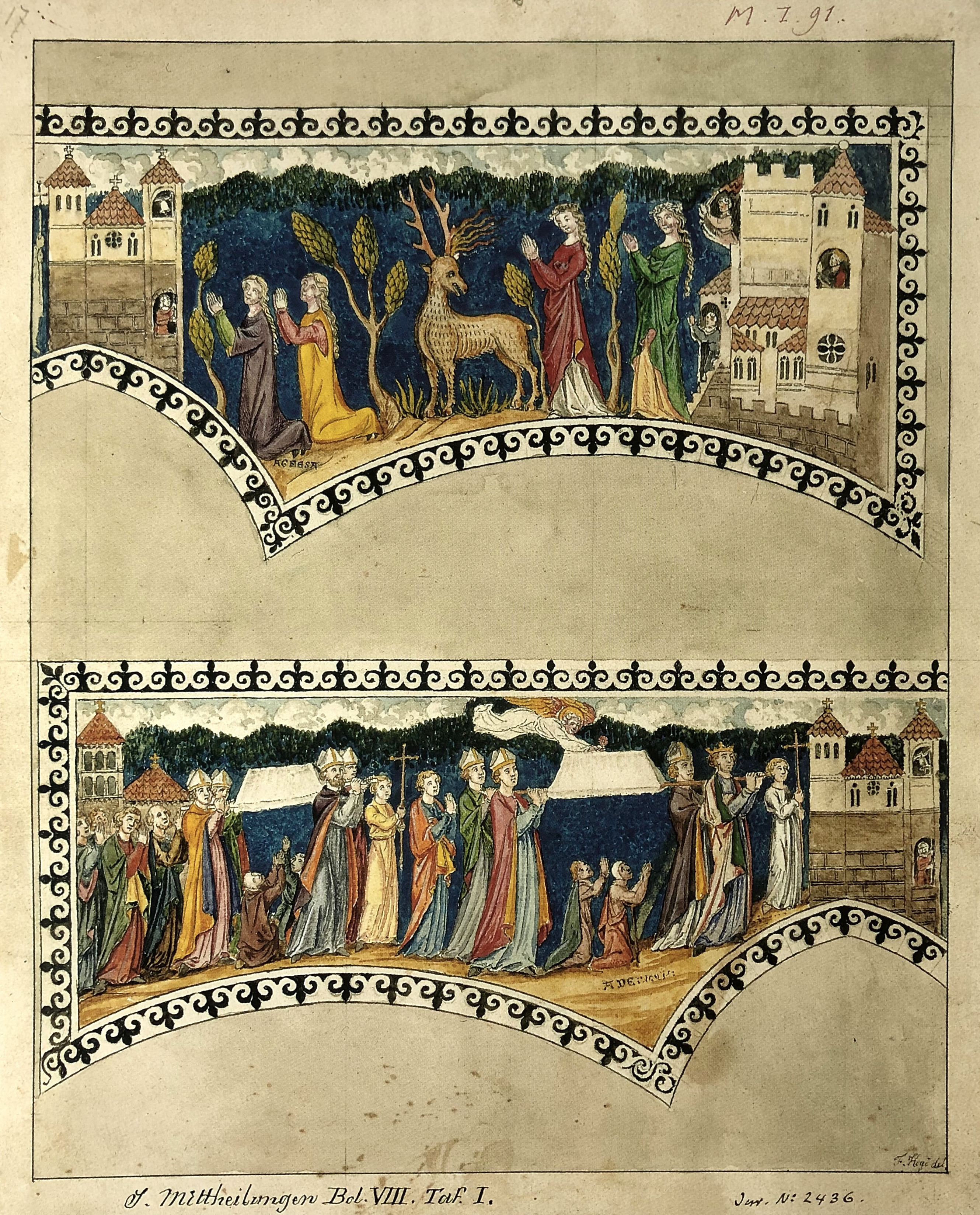
Copie de l'aquarelle originale de Franz Hegi
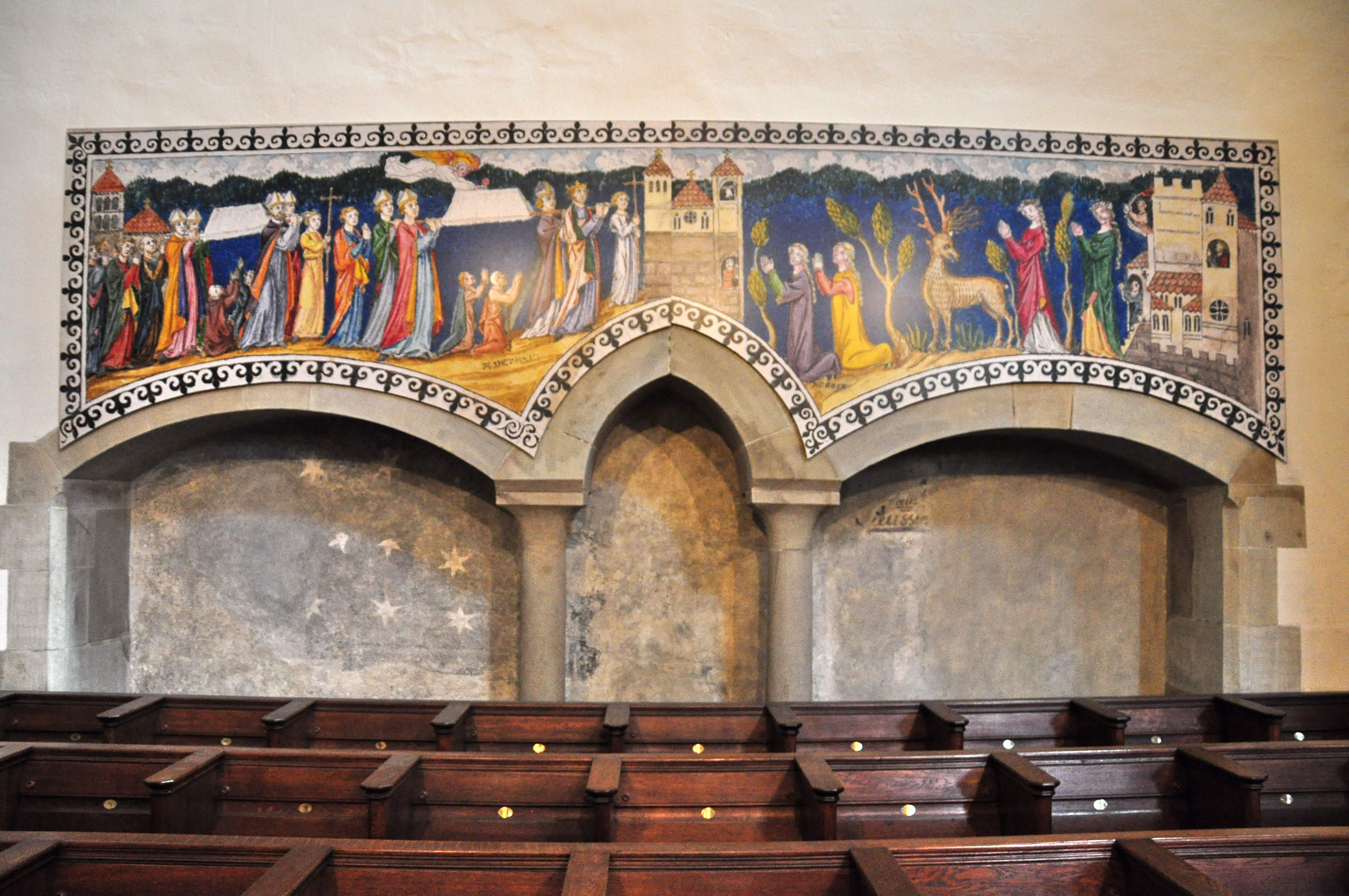
L'apparence actuelle
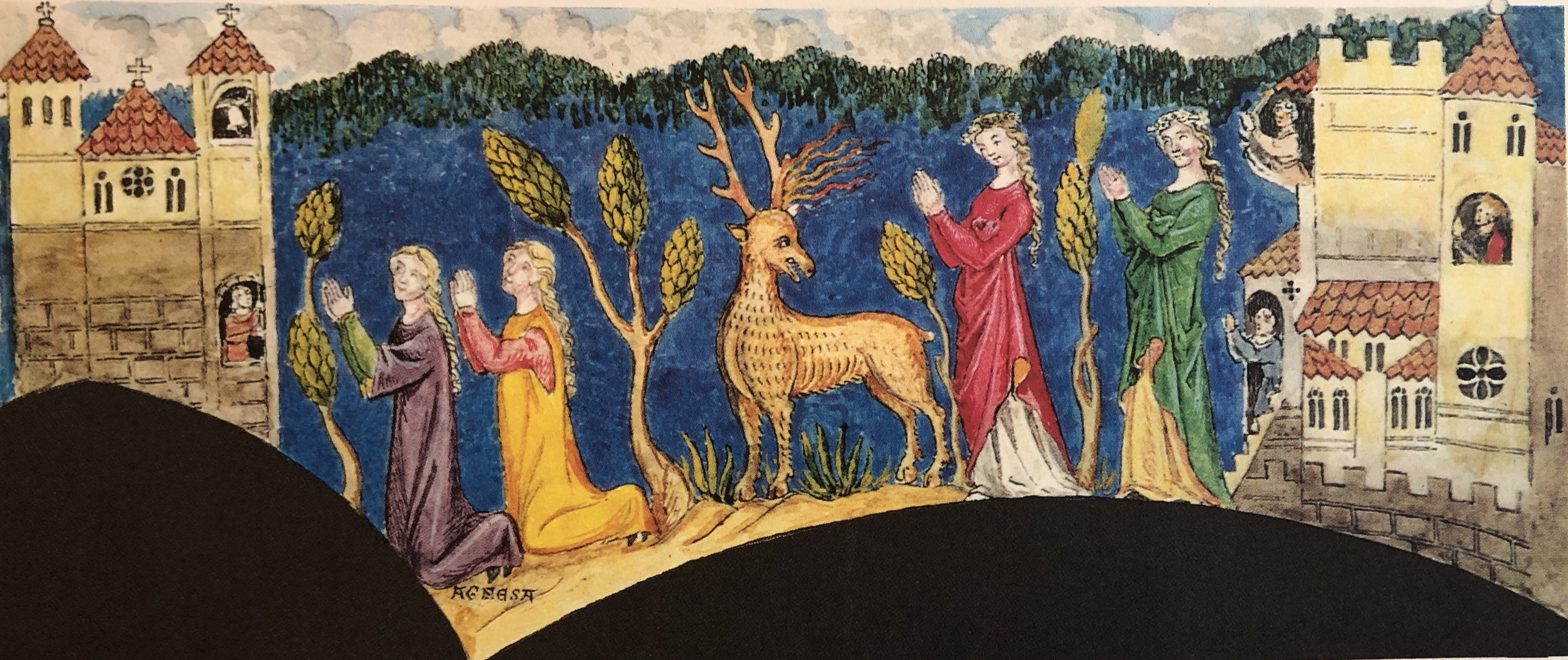
Détail
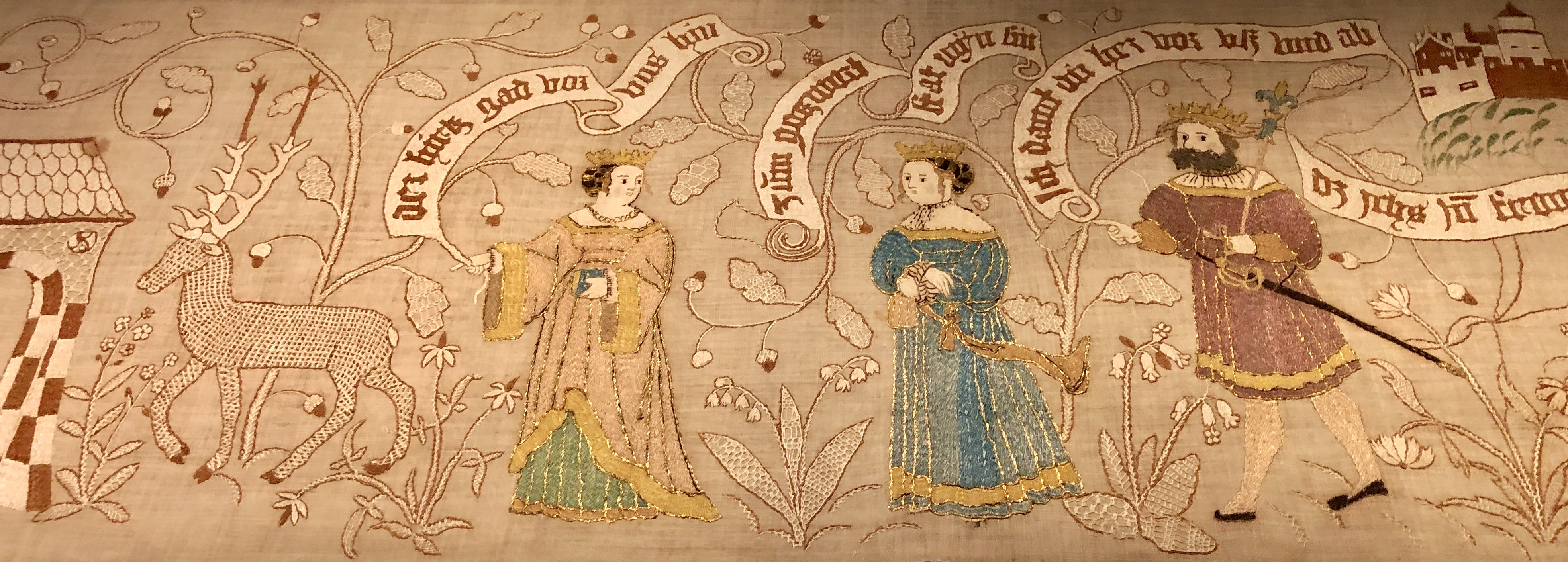
Tapisserie de 1539, au musée national de Zurich

### Versions écrites

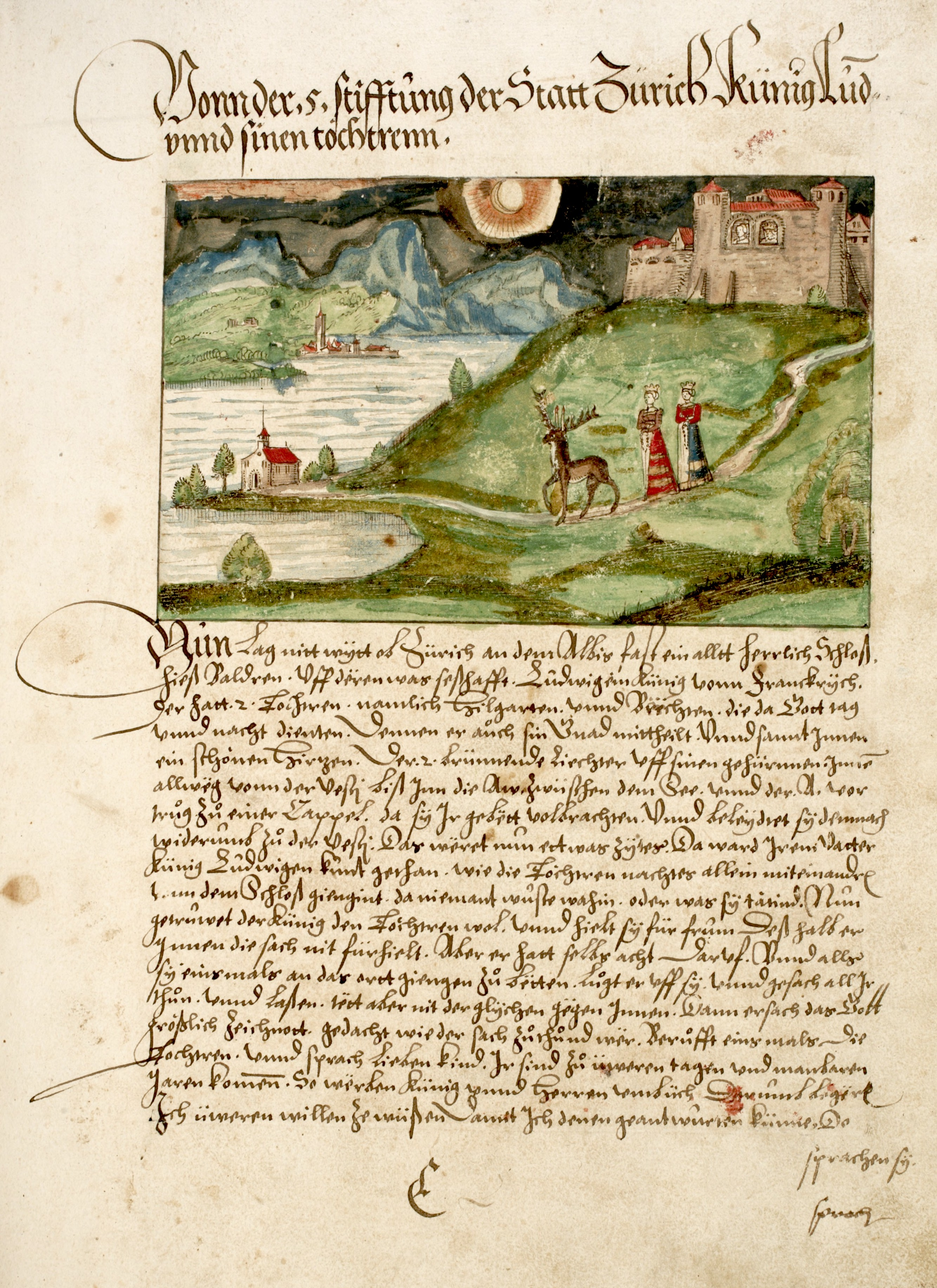
Légende de la fondation dans la chronique de Christoph Silberysen : les sœurs sont guidées par un cerf sur le chemin.

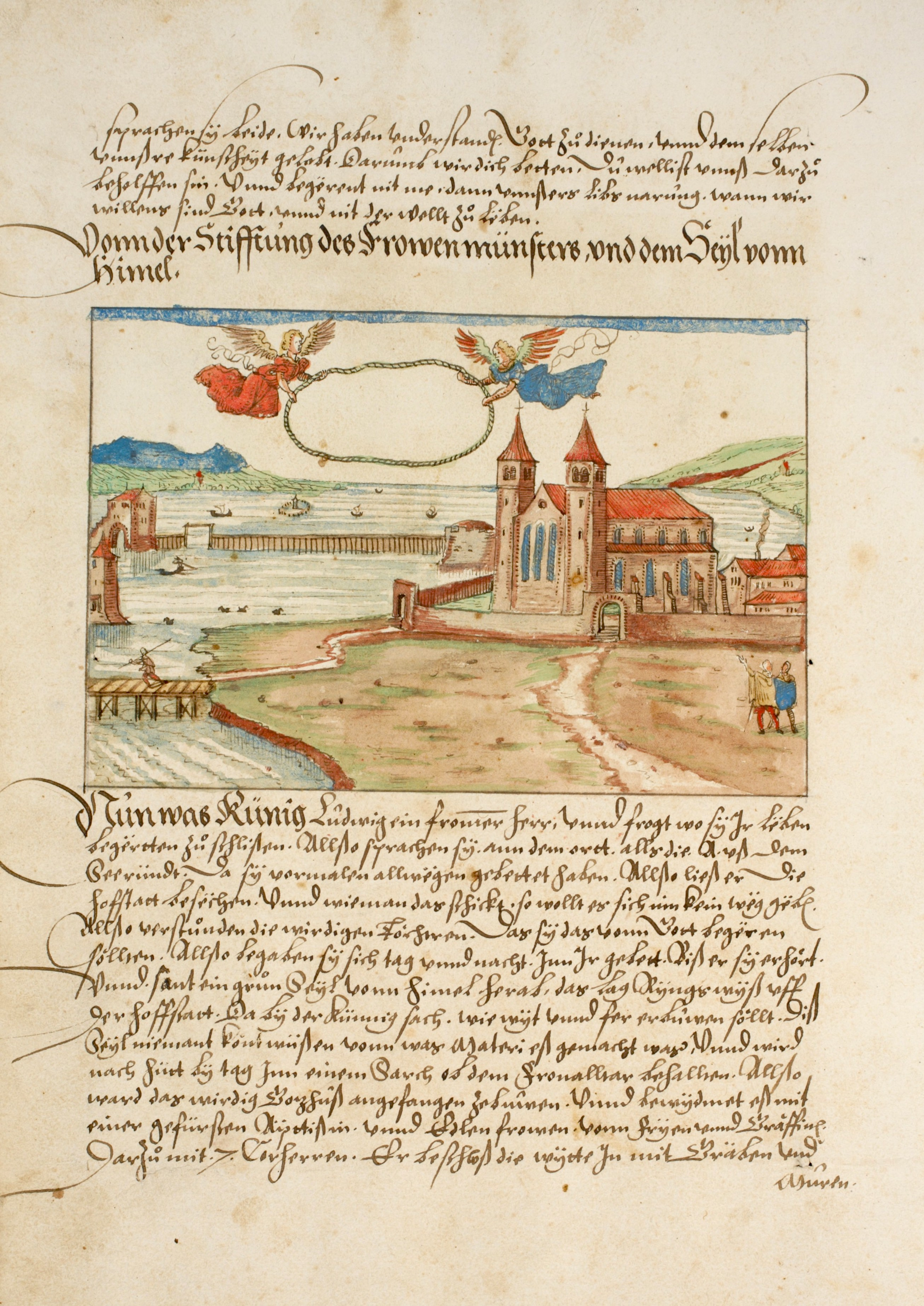
Deuxième partie : Les anges à la corde. On aperçoiot à gauche le Wellenberg et plus loin derrière le Grendeltor.

La plus ancienne version écrite de la légende est rédigée vers 1510 par Heinrich Brennwald, chanoine de Zurich,. Cette version est reprise par l'abbé et chroniqueur Christoph Silberysen dans sa Chronique suisse (Schweitzer Chronik) en 1576 :
« Vonn der 5. stiftung der Statt Zürich Künig Lud[wig] unnd sinen töchterenn

Nun lag nitt wÿtt ob Zürich an dem Albis fast ein alltt herrlich Schloß< hiess Baldren. Uff dëren was sesshafft Ludwig ein Künig vonn Franckrÿch. Der hatt 2 töchtren, namlich Hilgarten unnd Bërthen, die da Gott tag und nacht dienten. Dennen er aůch sin Gnad mittheilt. Unnd sannt jnnen ein schönen Hirtzen [Hirsch]. Der 2 brünnende liechtter uff sinen gehürnnen. Jmmer allwëg vonn der Vesti biß jnn die Aw zwüschen dem See unnd der Aa vor trůg zů einer Cappel, da sÿ Jr gebëtt volbrachten. Unnd beleÿdtet [geleitet] sÿ demnach widerumb zů der Vesti.

Das wëret nun ettwas zÿtes. Da ward Jrem Vatter Künig Ludwigen kunt gethan, wie die töchtren nachtes allein miteinandren vonn dem Schloß giengint, da niemant wüßte wahin oder was sÿ tätind. Nun getrüwet der Künig den töchtren wol unnd hielt sÿ für frum. Dess halber Jnnen die sach nit fürhielt. Aber er hatt selbs acht daruf. Unnd alls sÿ einsmals an das ortt giengen zů bëtten. Lůgt er uff sÿ unnd gesach all Jr thůn unnd laßen. Tëtt aber nit derglÿchen gëgen Jnnen. Dann ersach das Gott größlich zeichnott gedacht wieder sach zůthůnd wër.

Berůfft eins mals die Tochtren unnd sprach lieben kind, Jr sind zů üweren tagen und manbaren Jaren kommen. So wërben Künig unnd Herren umbüch. Darumb begërte Jch üweren willen ze wüssen damit Jch denen geantwurten künne. Da sprachen sÿ beide, wir haben understanden Gott zu dienen unnd demselben unnsre künßheÿt [Keuschheit] gelobt. Darumb wir dich betten, du wellis unns darzu behelffen sin. Unnd begërent nit me dann unnsers libs narung, wann wir willens sind Gott unnd nit der wellt zu leben.

Von der Stifftung des Frowenmünsters und dem Seÿl vom himel

Nun was Künig Ludwig ein frommer herr unnd fragt wo sÿ Jr lëben begërten zů schlißen. Allßo sprachen sÿ ann dem ortt, alls die Aa uß dem See ründt. Da sÿ vormalen allwëg gebetet haben, allßo ließ er die hofstatt besëchen unnd nieman das schickt, so wollt es sich inn kein wëg gëben. Allso verstůnden die wirdigen töchtren, das sÿ das vonn Gott begëren sollten. Allßo begaben sÿ sich tag unnd nacht jnn jr gebett, Biss er sÿ erhört unnd sant ein grůn [frisch, neu] Seÿl vonn himel herab, das lag rÿngs wÿß uff der hoffstatt. Da bÿ der künnig sach, wie wÿt und fer erbüwen söllt. Diß Seÿl niemant kont wüßen von was materi eß gemacht was, unnd wird nach hütt bÿ tag jnn einem Sarch [Sarg, Schrein] ob dem Fronalltar behallten. Allßo ward das wirdig Gotzhuß angefangen zebuwen. Unnd bewÿdmet eß mit einer gefürsten Äpttißin unnd Edlen frowen von Frÿen unnd Gräffinen. Darzů mit 7 Corherren. Er beschloß die wÿtte jn mit Gräben und Muren. »
« De la 5e abbaye de la ville de Zurich fondée par le roi Lou[is] et ses filles

Non loin au-dessus de Zurich, sur l'Albis, se trouvait un vieux château seigneurial appelé Baldern. Il était habité par Louis, un roi franc. Il avait deux filles, Hildegarde et Bertha, qui servaient Dieu jour et nuit. Dans sa miséricorde, Dieu leur envoya un beau cerf qui portait deux lumières allumées sur ses bois. Il les accompagnait toujours de la forteresse jusqu'à une plaine limoneuse, entre le lac et l'Aa [Sihl], jusqu'à une chapelle où ils priaient. Ensuite, il les raccompagnait au château.

Cela dura quelque temps, puis on raconta à leur père, le roi Louis, que ses filles partaient seules du château la nuit, sans que personne sache où elles allaient ni ce qu'elles faisaient. Le roi avait confiance en ses filles et les considérait comme pieuses. Il ne leur en voulait donc pas, mais il faisait attention à elles. Un jour qu'elles étaient allées prier à cet endroit, il les suivit et vit ce qu'elles faisaient. Il ne laissa rien paraître, car il considérait cela comme un signe de Dieu.

Il se demanda ce qu'il devait faire. Puis il appela ses filles et leur dit : « Mes chères enfants, vous êtes arrivées à l'âge où vous pouvez vous marier. Les rois et les seigneurs vous font la cour. Je voudrais connaître votre volonté afin de pouvoir leur répondre ». Toutes deux répondirent : « Nous voulons servir Dieu et nous lui avons promis notre chasteté. C'est pourquoi nous vous demandons de nous aider. Nous avons seulement besoin de nourriture pour notre corps, car nous voulons vivre auprès de Dieu et non dans le monde .

De l'abbaye du Fraumünster et de la corde tombée du ciel

Or, le roi Louis qui était un homme pieux leur demanda où elles voulaient terminer leur vie. Elles répondirent : « À l'endroit où l'Aa s'écoule du lac, où nous avons toujours prié ». Sur ce, il regarda l'endroit, mais l'endroit ne lui plaisait pas. Les nobles filles comprirent alors qu'elles devaient demander cet endroit à Dieu. Elles prièrent jour et nuit jusqu'à ce qu'il les exauce et fasse descendre du ciel une corde verte [neuve]. Celle-ci s'enroula autour de la place comme un anneau. Le roi vit cela et comprit la taille de l'édifice. Personne ne pouvait dire de quoi était faite cette corde, et elle est encore conservée aujourd'hui dans un sanctuaire au-dessus de l'autel. On commença donc à construire la digne maison de Dieu. Une princesse abbesse, des nobles femmes et des comtesses furent nommées, ainsi que sept chanoines. L'édifice fut entouré de fossés et de murs. »
La légende du cerf lumineux se retrouve ensuite, sous différents titres, dans de nombreux recueils de légendes. Leurs détails et leur style narratif variables, mais ils partagent tous des éléments de l'« Ursage » (récit original) de Brennwald : le roi et ses filles, le château fort de Baldern, le cerf qui accompagne les sœurs dans leurs excursions, l'endroit près de l'Au, le mécontentement initial des mon père, la corde qui tombe du ciel, la construction du monastère.

## Contexte historique

### Personnalités

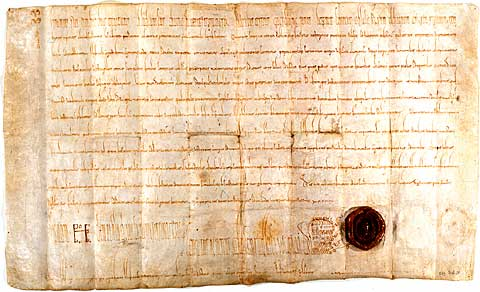
Acte de fondation de l'abbaye de Fraumünster conservé aux Archives d'État du canton de Zurich

Comme dans beaucoup de légendes, cette histoire mélange faits historiques et éléments fantastiques. Le fait avéré ici est que le 21 juillet 853, le roi Louis le Germanique crée le Fraumünster en transférant la charge d'un petit monastère royal déjà existant à sa fille Hildegarde. La chapelle (Cappel) de la légende fait probablement référence à ce petit monastère. L'acte de fondation officiel est délivré à la chancellerie royale de Ratisbonne ; Il s'agit du document écrit le plus ancien des archives d'État du canton de Zurich On sait par ailleurs que Louis était très pieux et s'intéressait aux questions théologiques.
Il n'y a toutefois aucune preuve que le roi Louis ait réellement résidé au fort de Baldern; si celui ci avait rééellement servi de palais royal, cela aurait dû être bien documenté. On ne sait rien non plus du séjour de ses filles Hildegarde et Bertha au Baldern. Hildegarde était abbesse du monastère de Münsterschwarzach près de  Würtsbourg depuis 844. On sait qu'après la fondation du Fraumünster, elle y devint la première abbesse en 853 et que sa sœur cadette Bertha la suit dans ses fonctions au Münsterschwarzach. C'est également elle qui lui succéde comme abbesse de Fraumünster après la mort prématurée d'Hildegarde - à moins de 30 ans - en 856 ou 859.
Le thème du cerf lumineux se retrouve également chez Ida von Toggenburg, qui aurait également été accompagnée d'un cerf aux bois brillants sur le chemin de son ermitage dans une église.

### Données géographiques
La légende raconte que le cerf accompagna les deux sœurs « de l'Aw entre le lac et l'Aa jusqu'à une chapelle  » où fut alors construit le monastère. Cet endroit se trouvait en dehors de la zone d’implantation romaine, dans une zone isolée et inondable. Par des ouvertures dans la paroi morainique qui ferme le lac de Zurich au nord, certains bras de la Sihl se sont temporairement écoulés vers le sud-est dans le lac de Zurich via la zone de l'actuelle Paradeplatz et du Münsterhof. La zone était donc probablement marécageuse.
Mais le facteur décisif pour décider de son emplacement a sans doute été la proximité du monastère du Grossmünster sur la rive opposée de la Limmat où un prieuré fondé par Charlemagne sur la tombe des saints de la ville Félix et Régula aurait existé dès le VIIIe siècle.
En 1856, l'écrivain et journaliste Georg Clemens Kohlrusch mentionne, dans son Schweizerischen Sagenbuch (livre des légendes suisses), une chapelle dédiée aux saints Etienne et Cyriacus, où se rendirent les deux sœurs. Cependant, il n'y a aucune mention d'une telle église, bien qu'il y ait eu une église Saint-Étienne devant les remparts de la ville, à l'emplacement occupé aujourd'hui par le bâtiment de Coop-City/St. Annahof, sur la Bahnhofstrasse, c'est-à-dire à proximité immédiate du Fraumünster.
Selon une autre légende, la corde verte tombée du ciel aurait été suspendue au-dessus du maître-autel du Fraumünster jusqu'à la Réforme. Heinrich Bullinger, quant à lui, rapporte que cette corde se trouvait dans un cercueil à côté d'autres « œuvres de fous », ne mesurait pas plus de quatre à cinq brasses de long (environ 8 mètres) et qu'elle fut ensuite utilisée comme corde de cloche dans le maison du maire Diethelm Röist.

## Autres représentations picturales

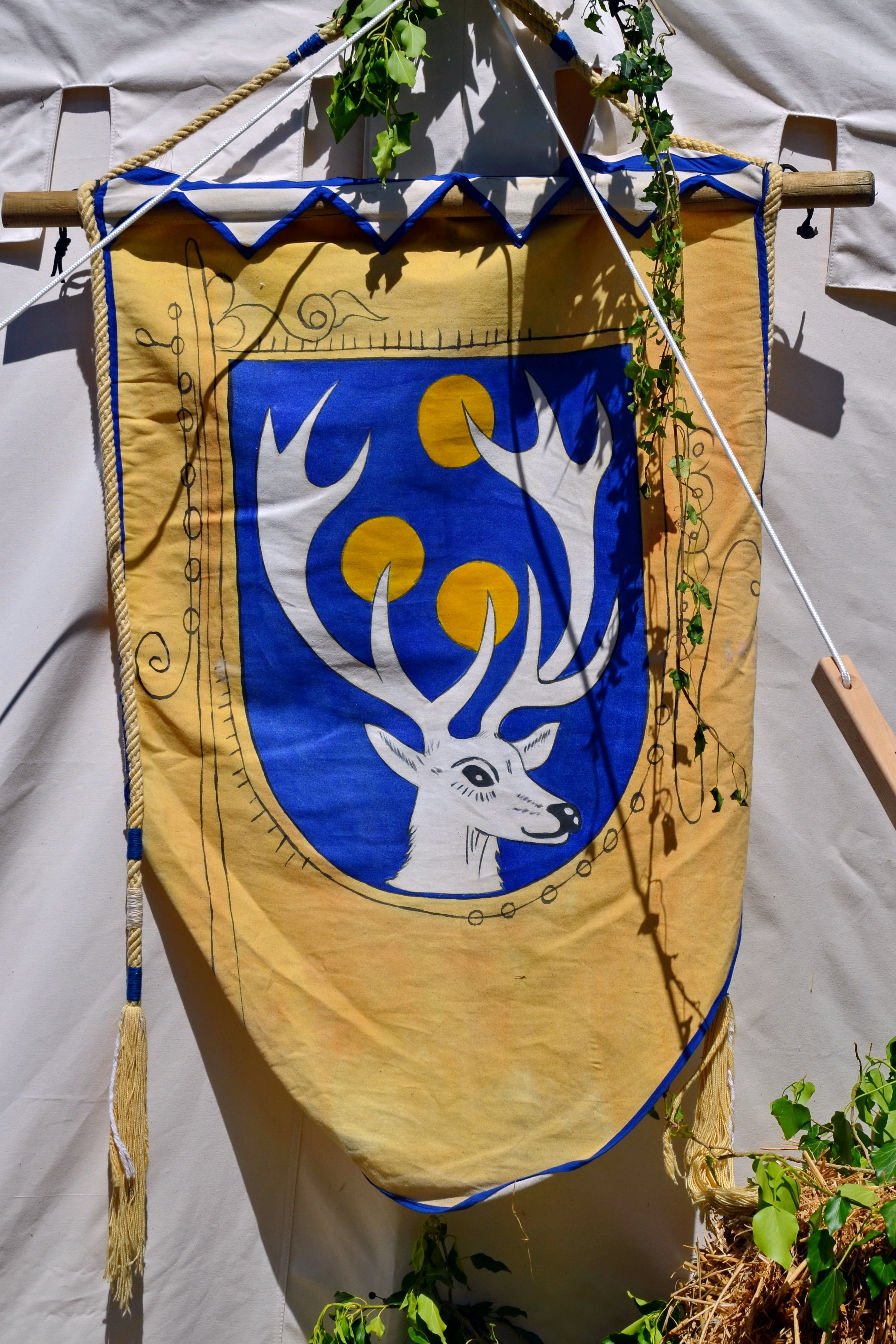
Drapeau de la société du Fraumünster

- Le peintre Paul Bodmer a également représenté la légende fondatrice dans sa peinture du cloître Fraumünster entre 1924 et 1934.
- Les sœurs et le cerf sont représentés sur le portail ouest de l'église, visibles uniquement sous infrarouge. Le mauvais état ne permet pas de datation[10].
- La société du Fraumünster, fondée en 1988, a intégré la légende dans ses armoiries, qui représente un cerf blanc sur fond bleu avec trois lumières dans ses bois.